# شون كيلي (سياسي)
شون كيلي (بالإنجليزية: Seán Kelly)‏ هو سياسي أيرلندي، ولد في 26 أبريل 1952 في جمهورية أيرلندا. حزبياً، نشط في فاين جايل. وقد في انتخابات البرلمان الأوروبي 2009، انتخب عضو في البرلمان الأوروبي عن دائرة الجنوب ‏ لترشحه ضمن  قائمة فاين جايل، وقد انضم خلال فترته النيابية (14 يوليو 2009 – 30 يونيو 2014)  للكتلة البرلمانية الكتلة البرلمانية لحزب الشعب الأوروبي وانتخب President of the Gaelic Athletic Association ‏ (2003 – 2006) وفي انتخابات البرلمان الأوروبي 2014، انتخب عضو في البرلمان الأوروبي عن دائرة الجنوب ‏ لترشحه ضمن  قائمة فاين جايل، وقد انضم خلال فترته النيابية (1 يوليو 2014 – )  للكتلة البرلمانية الكتلة البرلمانية لحزب الشعب الأوروبي.